# Theodore Cogswell
Œuvres principales
- The Spectre General
- The Wall Around the World
- Spock messie

Theodore Rose Cogswell, né le 10 mars 1918 à Coatesville en Pennsylvanie et mort le 2 février 1987  à Scranton en Pennsylvanie, est un écrivain de science-fiction américain.

## Biographie
Né a Coatesville en Pennsylvanie, il a été ambulancier dans la Brigade Abraham Lincoln durant la Guerre d'Espagne.
Cogswell décrit le déclin d'un empire galactique dans la nouvelle The Spectre General parue dans le magazine Astounding. Il sera récompensé en 1973 en étant choisi pour faire partie de l'anthologie The Science Fiction Hall of Fame, Volume Two (en). C'est un auteur oublié quand John W. Campbell le publie dans Memorial Anthology en 1973.
Theodore R. Cogswell a sans doute influencé J. K. Rowling par son histoire dans The Wall Around the World, où un orphelin de treize ans, persécuté par sa tante et son oncle, se réfugie dans des livres de magies.

## Œuvres

### Roman
- Spock messie, 1993 ((en) Spock, Messiah!, 1976)Écrit avec Charles A. Spano, Jr (en).

### Nouvelles
- La Pouponnière, 1959 ((en) The cabbage patch, 1952)In Fiction no 69
- Le Général fantôme, Denoël, coll. Étoile double no 3, 1984 ((en) The specter general, 1952), trad. Frank StraschitzIn Case et le rêveur / Le Général fantôme
- (en) The Short Count, 1953
- (en) Other Cheek, 1953
- La condamnation minimum, 1955 ((en) Minimum sentence, 1953)In Galaxie no 23
- (en) Emergency Rations, 1953
- (en) The Wall Around the World, 1953
- (en) Contact Point, 1954Écrit avec Poul Anderson.
- (en) Wolfie, 1954
- (en) Lover Boy, 1954
- Les Surhommes de Centauri III, 1955 ((en) Limiting factor, 1954)In Galaxie no 49 pour la première parution; titré également Limite naturelle
- La Barrière, 1959 ((en) Barrier, 1954)In Satellite, coll. Les cahiers de la science-fiction no 4 pour la première parution
- (en) The Masters, 1954
- (en) Disassembly Line, 1954
- (en) The Big Stink, 1954
- Rapport d'invasion, 1955 ((en) Invasion report, 1954)In Galaxie no 17 pour la première parution
- Une fin conventionnelle, 1958 ((en) Conventionnal ending, 1954)In Satellite, coll. Les cahiers de la science-fiction no 11
- (en) Mr. Hoskin's Blasting Rod, 1954
- (en) Meddler's World, 1955Écrit avec Mack Reynolds.
- (en) Test Area, 1955
- (en) Training Device, 1955
- (en) No Gun to the Victor, 1955
- Un souhait de trop, 1957 ((en) Threesie, 1956)In Fiction no 38
- Noir sur noir, 1966 ((en) Impact with the devil, 1956)In Fiction no 148
- La peau d'un autre, 1959 ((en) You know Willie, 1957)In Fiction no 66
- (en) Aces Loaded, 1957
- (en) A Spudget for Thwilbert, 1958
- (en) Pain Reaction, 1958Écrit avec Hal Randolph.
- Raccords, 1958 ((en) Thimgs, 1958)In Fiction no 60
- (en) One to a Customer, 1958
- Le Bûcher, 1962 ((en) The burning, 1960)In Fiction no 99 pour la première parution
- (en) Machine Record, 1961
- (en) Prisoner of Love, 1962
- (en) The Man Who Knew Grodnik, 1962
- (en) Paradise Regained, 1973Écrit avec Theodore L. Thomas (en).
- Oiseau de printemps, 1982 ((en) Early Bird, 1973)Écrit avec Theodore L. Thomas (en).
- (en) Contact Point, 1975Écrit avec George Rae Cogswell.
- Les Joueurs du non-G, 1979 ((en) Players at Null-G, 1975)Écrit avec Algis Budrys et Theodore L. Thomas (en). In Fiction no 299
- (en) Grandfather Clause, 1975
- (en) Deal with the D.E.V.I.L., 1981

### Sélection de poèmes
- (en) The Friggin Falcon, 1981, poème
- (en) Warning, 1983, poème

### Anthologies
- (en) John W. Campbell Memorial Anthology, 1973
- (en) 100 Great Fantasy Short Short Stories, 1984
- (en) Isaac Asimov Presents The Great SF Stories 19, 1989

## Autres médias
- 1952 : Tales of Tomorrow (série tv) saison 1 épisode 31 Red Dust